# Филипо дела Торе
Филипо дела Торе (на италиански: Filippo della Torre; * нач. на 13 век в Милано, Сеньория Милано, † 24 септември 1265, пак там) от семейство Дела Торе е италиански кондотиер, подест на Генуа (1256), подест на Комо, подест на Новара, подест на Бергамо (1264), капитан на народа на Милано, сеньор на Милано от 18 ноември 1263 г. до смъртта си.

## Произход
Син е на Якопо дела Торе, граф на Валсасина. Племенник е на Якопо ди Мартино Гигантът, граф на Валсасина, и на господаря на Милано Пагано дела Торе, който установява семейната власт в Милано. Брат е на господаря на Милано Мартино дела Торе, когото наследява.

## Биография
Политическата му кариера започва през 1256 г., когато е назначен за подест на Генуа. Много дискутирано лице, той се оказва нелоялен към управлението на града: обвинен е в сериозно присвояване на средства в ущърб на някои търговци от Пиаченца и в края на мандата си е осъден да плати голяма сума и на лишаване от свобода. Той е освободен и успява да се върне в Милано, едва след като признава с тържествена клетва, че град Генуа не му е направил нищо лошо и следователно Милано не би си отмъстил.
Връщайки се в Милано през 1263 г., Филипо е избран за постоянен капитан на народа на 18 декември. След смъртта на брат си Мартино той наследява Сеньория Милано. С встъпването си в длъжност той назначава гибелина маркиз Оберто II Палавичино за генерален капитан на градската армия с договор, който изтича на 11 ноември от 1264 г. без възможност за подновяване. Ядосаният Палавичино нарежда арестуването на миланските търговци в Кремона и конфискацията на лодките им. Според историка Бернардино Корио обаче този арест става след изтичането на договора и следователно е след присъединяването на Филипо към гвелфската фракция, оглавявана от Шарл Анжуйски.
Филипо води политиката на разширяване на Сеньория Милано в други ломбардски градове, както за да укрепи личната си власт, така и за да се справи с властта на Палавичино, който има надмощие в Падания. Някои градове като Новара и Лоди преминават под властта на Филипо, докато други са подчинени чрез кръвопролития. На Коледа 1263 г. Филипо става подест на Комо след кървава борба, спечелена от лидерите на гвелфите сем. Витани срещу сем. Рускони – гибелини, които подкрепят Корадо да Веноста. Гибелините са изгонени от града и преследвани от партията на гвелфите: техният лидер Симоне Орели (Симоне да Локарно) е заловен при преминаване на река Треза и прехвърлен в Милано заедно с други видни представители на фракцията, включително неговия племенник Гуидото. Филипо кара да хвърлят затворниците в крепостта Песано близо до Горгондзола. Оттам те бягат малко след това, но отново са заловени и затворени този път в Милано. Междувременно миланските войски обсаждат Тельо във Валтелина и, след като стигат до Киавена, принуждават противниците си да се укрият във Вал Брегалия. 
И Новара, която вече се е предала на Мартино дела Торе през 1263 г., се подчинява на Филипо, който става неин подест през 1264 и 1265 г. В някои области той прибягва до въоръжена намеса, като напр. във Вал Сесия, където завладява замъка Робиало на гибелинското семейство Торниели. Подобно подчинение има и в Лоди, където гвелфската фракция на Сомаривата надделява и където Мартино вече е избран за подест след победата при Касано (1259). В края на 1264 г. Бергамо също следва примера на тези комуни: гражданите, може би за да се измъкнат от тежкото влияние на Пелавичино, избират Филипо за подест за 10 години и му дават пълна власт. След като приема посланиците на Бергамо в Милано, на 13 декември Филипо язди към Бергамо, където на 11 февруари 1265 г. е сключен официален съюз между града и Милано. Предишните градски магистрати са запазени и Комуна Бергамо продължава да има пълна власт за данъчно облагане, макар че е въведена новост: комуната е длъжна да плаща ежегоден паричен данък на Филипо. 
За кратко време Филипо успява да сформира мощен гвелфски фронт, съставен от комуни като Милано, Комо, Новара, Верчели, Лоди и Бергамо,  противоположен на гибелинския, образуван от Кремона, Крема, Бреша, Пиаченца, Алесандрия, Павия и Тортона, начело с маркиз Палавичино. 
На 23 януари 1265 г. в Екс ан Прованс Филипо официално сключва съюзява с Шарл Анжуйски – бъдещ крал на Неапол през 1265 г. и приема за подест на Милано провансалския благородник Бара де Бо (дел Балцо). Съюзът му е нужен от една страна, за да има валидна подкрепа срещу маркиз Палавичино, и от друга – за да се помири с папата, поставил под запрещение Милано след отказа на общината да приветства Отоне Висконти като архиепископ. Шарл от своя страна се нуждае от подкрепата на сем. Дела Торе, за да накара войските си да се насочат към юг, за да преминат през Ломбардия, като в замяна обещава на Филипо да работи за поддържане на статуквото и да се намеси в защита на Филипо и хората му от всеки враг, включително и Висконти. 
В същото време, за да отстрани други възможни съюзници на Палавичино и за да отслаби сферата му на влияние, Филипо насочва дипломатическите си действия и в други посоки: към Лудовико ди Сан Бонифачо – номинален граф на Верона (тъй като градът е вече под властта на Мастино Дела Скала), към Обицо II д'Есте и към градовете Мантуа, Ферара и Бреша. С всички тях той сключва споразумения, съставени в началото на февруари 1265 г. С тях Филипо не само се ангажира с отбранителни действия, но и предвижда евентуална колективна атака, а сем. Дела Торе си гарантира максимални ползи при победа, включително безусловната подкрепа на съюзниците за признаването на Раймондо, син на Пагано дела Торе и братовчед на Филипо, за папски легат в Ломбардия. 
На 24 септември 1265 г. Филипо умира внезапно и е погребан в Абатство Киаравале в Милано, близо до баща си Якопо и до брат си Мартино. Наследен е от Наполеоне дела Торе. 

## Брак и потомство
Вероятно Филипо се жени два пъти:
1. ∞ за жена от сем. да Нигуарда, от която вероятно има една дъщеря: 
- Аниезе дела Торе, ∞ за Гулиелмо да Пустерла, милански патриций

2. ∞ за жена от сем. Бираго, от която вероятно има един син:
- Салвино дела Торе († 10 септ. 1287 в Парма), останал сирак като малък, изгнаник в Парма от 1277 г., има една дъщеря.